# Diplodactylus conspicillatus
Diplodactylus conspicillatus är en ödleart som beskrevs av  Lucas och FROST 1897. Diplodactylus conspicillatus ingår i släktet Diplodactylus och familjen geckoödlor. Inga underarter finns listade i Catalogue of Life.